# Вторжение далеков на Землю (фильм)
«Вторже́ние да́леков на Зе́млю» (англ. Daleks' Invasion Earth 2150 A.D.) — второй из двух полнометражных фильмов на основе телесериала «Доктор Кто», а именно серии «Вторжение далеков на Землю». Премьера серии состоялась 5 августа 1966 года на канале BBC One. Предполагалось снять третий фильм, основанный на серии телесериала под названием «Погоня» (1965). Но этим планам не суждено было сбыться, так как здоровье у Гордона Флеминга ухудшилось.

## Сюжет
Доктор Кто вместе со своей внучкой Сьюзен, племянницей Луизой и полицейским Томом прибывает на Землю в 2150 году и обнаруживает, что на ней господствуют далеки, сделавшие землян своими покорными рабами. Они используют людей в качестве рабочей силы, пытаясь добраться до ядра Земли, чтобы восполнить свои запасы магнитной энергии, которая высвободится в результате взрыва планеты. Доктора и Тома инопланетяне берут в плен и отводят на свой космический корабль. Тем временем девушки встречаются с членами подпольной группы сопротивления, которые намереваются свергнуть режим жестоких пришельцев с планеты Скаро. Один из членов группы, Уайлер, заботится о девушках, в то время как его товарищ Дэвид пытается освободить учёного. Но повстанцы слишком неорганизованы и деморализованы, чтобы серьёзно сопротивляться далекам. На корабле Доктора и Тома помещают в клетку, где они ожидают проведения над ними биологического эксперимента. Но, используя свои знания о расе далеков, полученные в первом фильме, пленники сбегают.